# Malmö synagoga
Malmö synagoga (Hebreiska: בית הכנסת של מאלמו) uppbyggd och invigd år 1903, ritad av malmöarkitekten John Smedberg. Synagogbyggnaden är en av de få återstående synagogor i Europa som är byggd i morisk stil då de flesta sådana förstördes under Kristallnatten 1938. Ytterväggarna i synagogan pryds av lotusblommor, och talet åtta upprepas i dekoren, "Herrens tal". Templet helgades på åtta dagar.
Vid invigningen av Malmö synagoga var den Malmös första icke-kristna gudstjänstlokal. Krav från församlingen när den skulle byggas var plats för 200 personer, bostad för vaktmästaren, och ett mikve, rituellt bad. Slutsumman för byggandet blev runt 65 500 kronor i dåtidens penningvärde, vilket motsvarar cirka 3 miljoner kronor idag. Först engagerades den judiska arkitekten Aron Krenzisky för att rita synagogan, men då hans förslag ansågs för dyrt gick frågan vidare till Smedberg, vars fru Nanna Jacobson var medlem i församlingen.
När synagogan fyllde 100 år utkom en jubileumsbok, Templets sten föll på Föreningsgatan. Malmö synagoga 100 år, författad av Jan Mark och Claes Fürstenberg, samt bilder av Merja Diaz.
Gudstjänstordningen i denna synagoga är ortodox. Studiebesök är välkomna, om man anmäler det hos församlingen i förväg.
Under en natt i juli 2010 exploderade en kraftig typ av smällare på synagogans trappa. Händelsen rubricerades som skadegörelse av polisen, trots att det inte fanns några synliga skador på byggnaden.